# Il Soviet
Il Soviet fu un giornale settimanale della sinistra rivoluzionaria del PSI, fondato a Napoli nel dicembre 1918 e diretto da Amadeo Bordiga. Fu stampato sino al 1922.

## Il Soviet settimanale
Tramite il giornale, la sinistra del PSI manifestava il proprio appoggio alle tesi di Lenin e alla rivoluzione d'Ottobre. Nel 1919 il giornale divenne l'espressione della frazione comunista astensionista, formatasi in seno al PSI in netto contrasto con la politica riformista della dirigenza.
Lenin citò il giornale nel suo testo L'estremismo malattia infantile del comunismo, sostenendo come il gruppo de Il Soviet fosse il solo, in Italia, ad aver compreso la necessità della separazione tra comunisti e socialdemocratici, attraverso la scissione del Partito Socialista.

## Soviet mensile
Altra differente pubblicazione periodica mensile fu Soviet, che sotto il titolo aveva la scritta giornale dei nuclei comunisti rivoluzionari. Questa pubblicazione fu stampata e distribuita per soli cinque numeri tra il 1970 e 1971: editore era Giulio Savelli, direttore era Paolo Flores d'Arcais e, in attesa di autorizzazione, direttore fu Marcello Baraghini.